# Ceratotheca

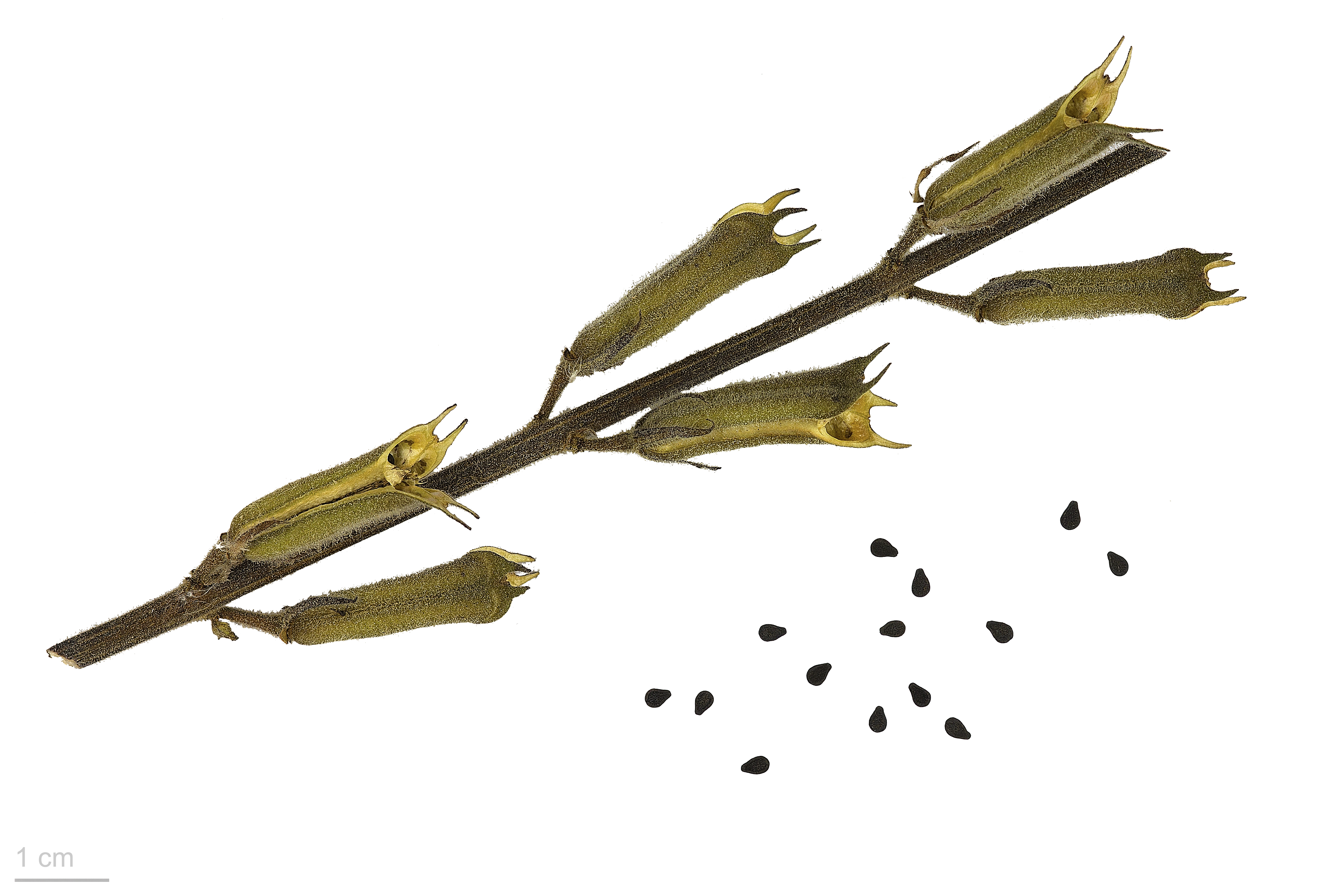
Ceratotheca triloba - MHNT

Ceratotheca es un género de plantas de flores de la familia Pedaliaceae. Comprende 10 especies.

## Especies seleccionadas
- Ceratotheca elliptica
- Ceratotheca integribracteata
- Ceratotheca kraussiana
- Ceratotheca triloba